# Улица Тиргоню
Улица Ти́ргоню (латыш. Tirgoņu iela — «Купеческая») — улица в Риге, в историческом районе Старый город. Расположена между улицами Калькю и Шкюню. Длина улицы — 158 метров.

## История
Впервые указана в документах под 1333 годом. В своей истории улица не меняла название.
Расположенная рядом с Ратушной площадью в средневековье была одной из главных торговых улиц Риги, здесь находились дома купцов.
Значительное место на улице занимает «Эгле» — площадка для отдыха на открытом воздухе с летними кафе.

## Достопримечательности
- д. 4 — Жилой дом (бывший дом Детмана) с магазинами (1900, архитекторы Генрих Карл Шеель, Фридрих Шеффель, фасад архитектора К. Гана).
- д. 5 — Жилой дом (XVI век, перестроен в 1802 году архитектором Кристофом Хаберландом, перестроен в 1888 году архитектором Я. Бауманисом).
- д. 6 — Жилой дом (XVIII век, перестроен в 1898 году архитектором Альфредом Ашенкампфом)
- д. 7 — Жилой дом (XVI век, реконструирован в 1986 году)
- д. 8 — Жилой дом (XVIII—XIX века, перестроен в 1922 году архитектор Николай Герцберг).
- д. 9 — Жилой дом (XVI век, восстановлен в 1861 году, реконструкция 2004 года, архитектор Олита Упасиерис).
- д. 10 — Жилой дом (1698, отремонтирован в 1959 году по проекту архитектора Гунара Зирниса). Портал дома — памятник искусства.
- д. 11, 13, 15, 17 — Офисно-торговые здания (1985), винный погреб у дома 17 отремонтирован в 1998 году по проекту архитектора Модриса Лиепы.